# Piet van Deijck
Petrus (Piet) van Deijck (Amsterdam, 27 augustus 1906 – aldaar, 31 december 1995) was een Nederlands voetballer.

## Biografie
Piet van Deijck was de zoon van Johannes van Deijck en Jacoba Carolina Nietvelt. Hij trouwde op 2 januari 1936 met Antonie Gertrud Ocklenburg.
Hij speelde van 1927 tot 1937 bij AFC Ajax als middenvelder. Van zijn debuut in het kampioenschap op 11 december 1927 tegen DFC tot zijn laatste wedstrijd op 11 april 1937 tegen Feyenoord speelde Van Deijck in totaal 149 wedstrijden en scoorde 19 doelpunten in het eerste elftal van Ajax. Hij was viermaal kampioen van Nederland.

## Statistieken
| Club  | Seizoen | Competitie | Competitie | Beker | Beker | Totaal | Totaal |
| Club  | Seizoen | Wed.       | Dlp.       | Wed.  | Dlp.  | Wed.   | Dlp.   |
| ----- | ------- | ---------- | ---------- | ----- | ----- | ------ | ------ |
| Ajax  | 1927/28 | 1          | 0          | 0     | 0     | 1      | 0      |
| Ajax  | 1928/29 | 17         | 5          | -     | -     | 17     | 5      |
| Ajax  | 1929/30 | 12         | 0          | 1*    | 0     | 13     | 0      |
| Ajax  | 1930/31 | 1          | 0          | -     | -     | 1      | 0      |
| Ajax  | 1931/32 | 24         | 1          | ?     | ?     | 24     | 1      |
| Ajax  | 1932/33 | 17         | 1          | -     | -     | 17     | 1      |
| Ajax  | 1933/34 | 24         | 2          | -     | -     | 24     | 2      |
| Ajax  | 1934/35 | 24         | 6          | ?     | ?     | 24     | 6      |
| Ajax  | 1935/36 | 11         | 4          | 0     | 0     | 11     | 4      |
| Ajax  | 1936/37 | 18         | 0          | -     | -     | 18     | 0      |
| Total | Total   | 149        | 19         | 1     | 0     | 150    | 19     |

- Alleen gegevens over het aantal competitieduels zijn bekend